# Просецање и пробијање
Просецање и пробијање је технологија обраде метала која служи за израду делова од лима различитих димензија. 
Горње граничне димензије делова који се добијају практично су ограничени карактеристикама пресе на којој се делови израђују. Сам процес просецања, односно пробијања, карактерише се у почетку деформисањем дела испод пробојца – просекача, и то: еластичним савијањем, које се одређеног тренутка претвара у пластично савијање са истезањем. У периоду пластичне деформације, ивица пробојца и плоче за пробијање разара спољну површину дела да би га просекла. 

## Подела процеса
Цео процес се може поделити на три фазе:

### Фаза еластичних деформација
Настаје еластично сабијање и савијање припремка и мало еластично утискивање у отвор плоче, при чему напони не прелазе границу еластичности.

### Фаза пластичних деформација
У почетку ове фазе, зона деформације је ограничена око сечива и простире се до одређене дубине у материјал припремка. Зона деформације се проширује од сечива у правцу дебљине припремка до спајања. Даље продирање сечива изазива пластичну деформацију по целој дубини припремка, изазивајући померање једног дела масе припремка у односу на други. На крају ове фазе напони у близини сечива достижу максималне вредности, тј. вредности које одговарају смичућој чврстоћи.

### Фаза разарања
Зона пластичних деформација расте, стварају се микро, а затим и макро пукотине у делу материјала који је у непосредном контакту са сечивима, и то обично прво на месту додира са сечивом плоче, а затим на месту додира са сечивом просекача. Ове пукотине се стварају у правцима максималних деформација смицања, и брзо се проширују на унутрашње слојеве материјала припремка. Спајањем пукотина завршава се процес одвајања. При даљем кретању просекача, одвојени део се потискује кроз отвор плоче.

## Додатни детаљи
Интересантна је чињеница да брзина притискивача пресе (брзина деформисања) није константна у току просецања. Брзина деформисања се у првој и другој фази смањује, док се у трећој нагло повећава.
Облик и квалитет површине одвајања углавном зависи од величине зазора између просекача, односно пробојца и улазног дела плоче, механичких карактеристика материјала припремка као и од брзине деформисања.
На површини одвајања могу се појавити неколико карактеристичних зона и то: зона савијања, зона глачања, зона разарања издигнута ивица. Постојање ових зона и њихов међусобни распоред у великој мери зависе од величине зазора, који може бити позитиван, негативан, или једнак нули. 
Операције просецања и пробијања најчешће се сусрећу код делова сложених облика као почетне и завршне, и сматрају се основним операцијама код израде делова од лима.